# Église Saint-Adrien de Caveirac
Pour les articles homonymes, voir église Saint-Adrien.
L'église Saint-Adrien de Caveirac est une église romane située à Caveirac, dans le département français du Gard en région Occitanie.

## Localisation
L'église est située sur la commune de Caveirac.

## Historique
Le portail de l'église est inscrit au titre des monuments historiques par arrêté du 12 octobre 1972.

## Galerie

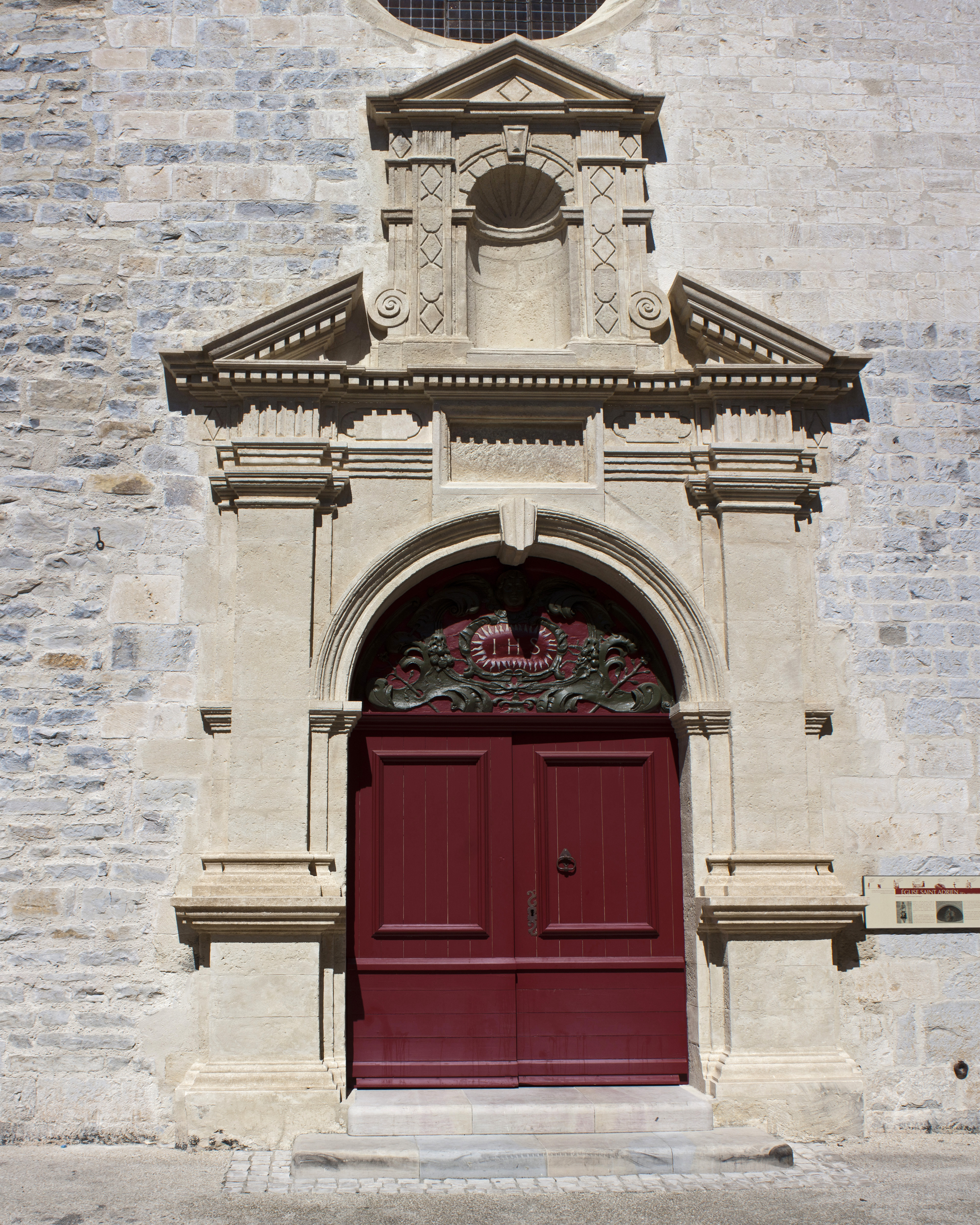
Le portail.
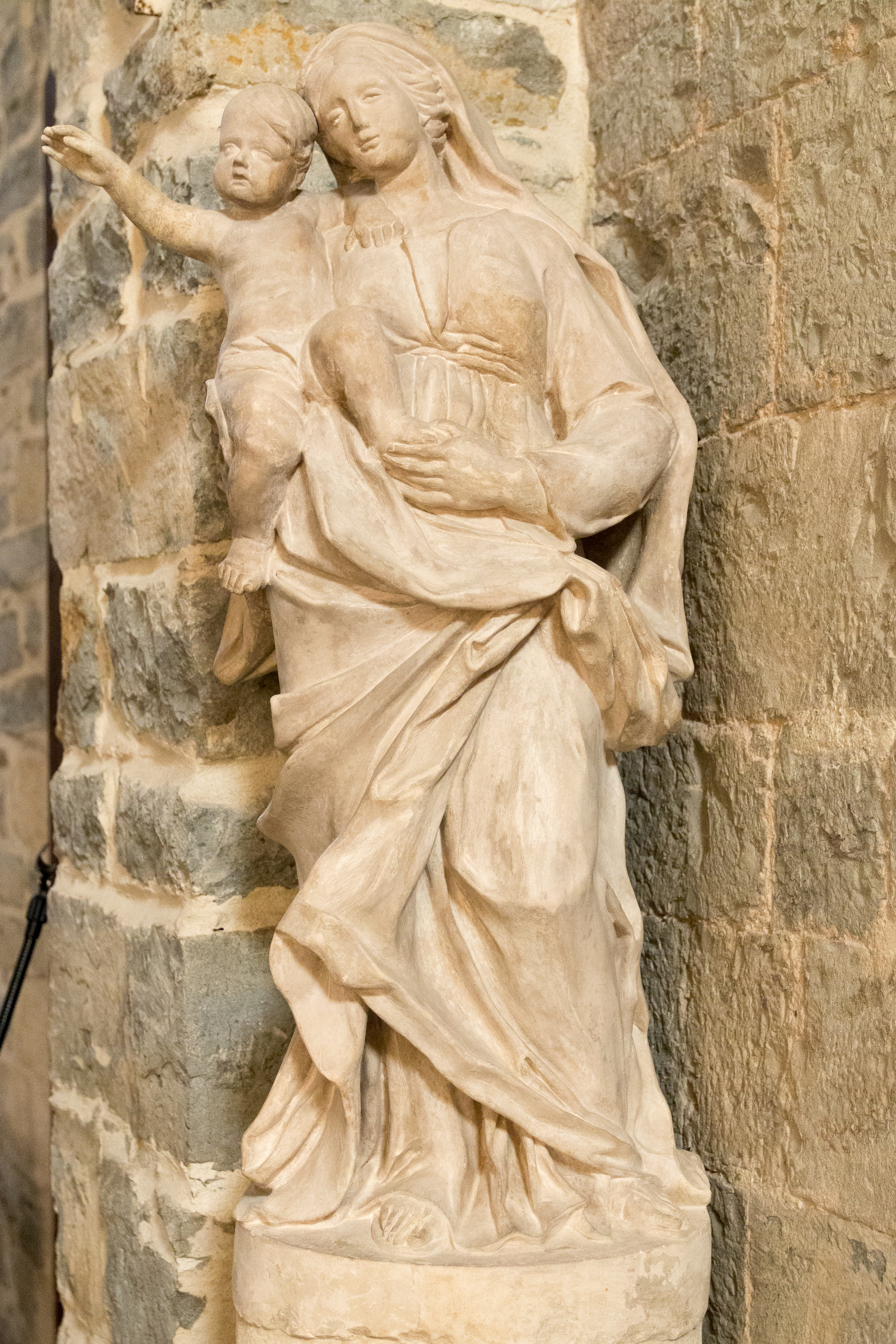
Vierge à l'Enfant.
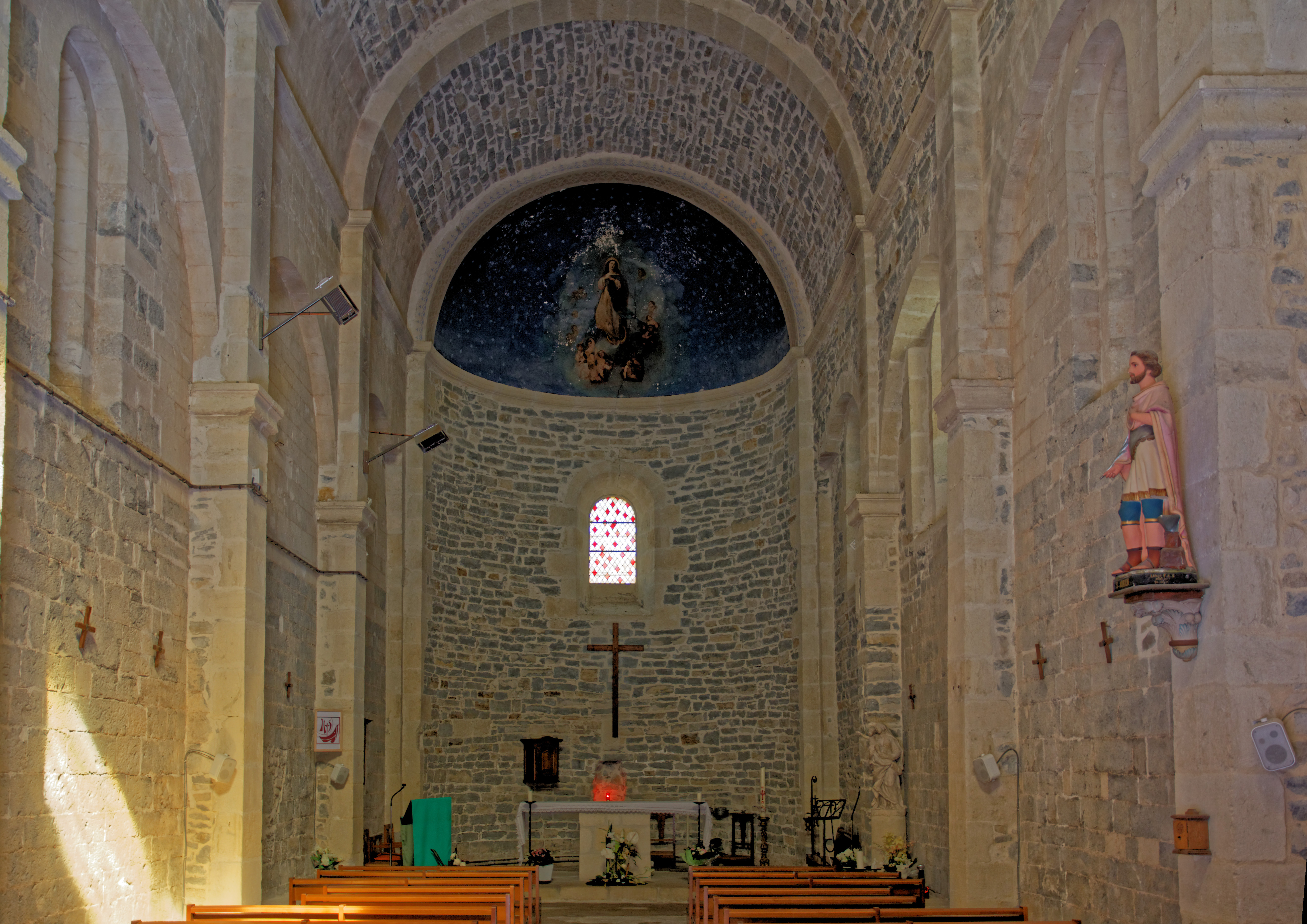
La nef.
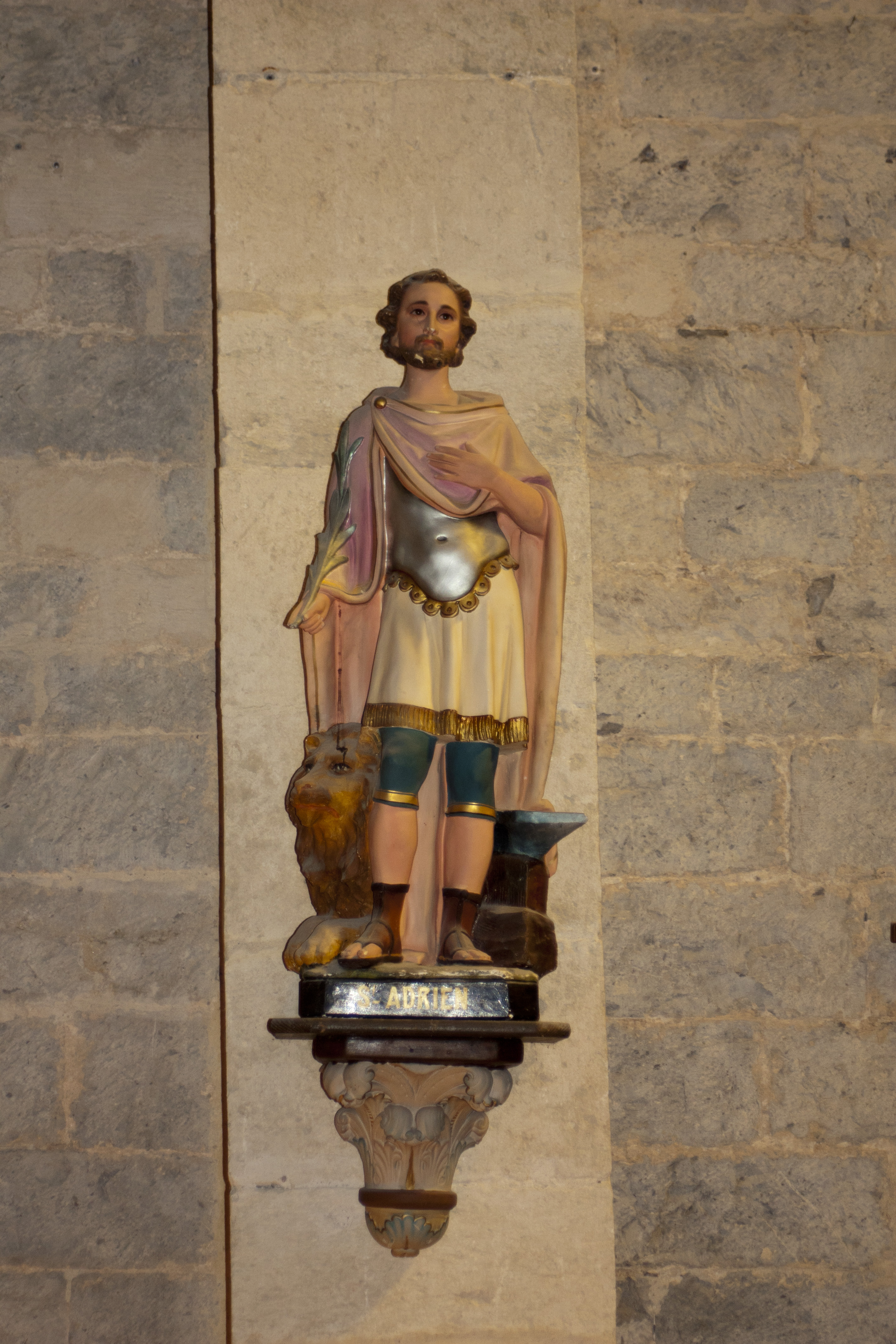
Statue de saint Adrien.
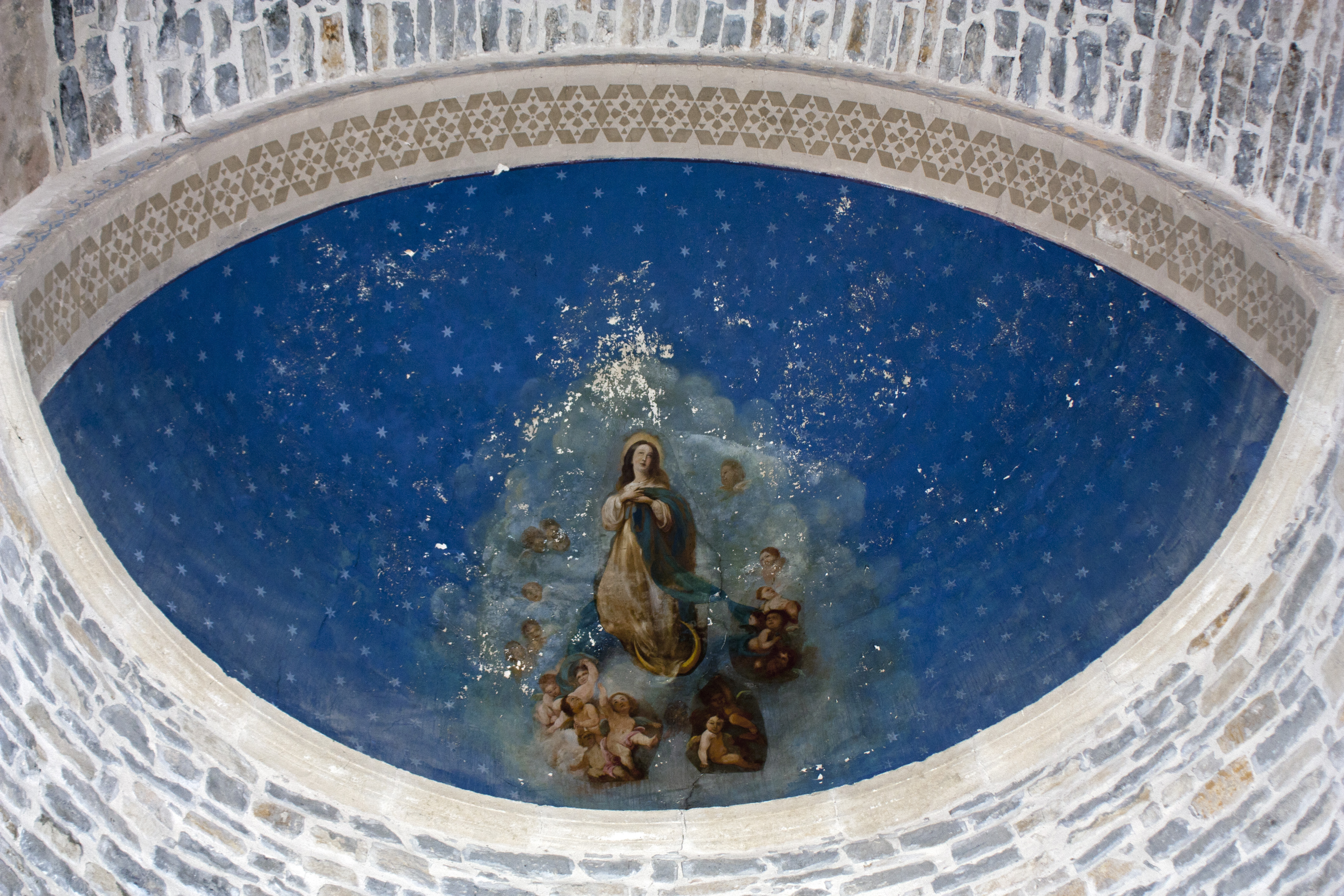
Fresque de l'Assomption de la Vierge.